# Jagodina
Jagodinaⓘ (serbisch-kyrillisch Јагодина; von 1946 bis 1992 Светозарево/Svetozarevo) ist eine Stadt im Zentrum des Pomoravlje-Bezirks in Serbien. Sie hat 36.092 Einwohner und ist Verwaltungssitz der gleichnamigen Gemeinde mit einer Fläche von 470 km² und einer Einwohnerzahl von 71.195. Jagodina zählt heute zu den wichtigsten Industriestädten in Zentralserbien.

## Name
Im Laufe ihrer Geschichte trug die Stadt drei Namen: Jagodna, Jagodina und Svetozarevo. Die Stadt wurde erstmals schriftlich am 15. Juli 1399 unter dem Namen Jagodna in einem Bericht der Fürstin Milica Hrebeljanović sowie ihrer Söhne Stefan und Vuk Lazarević erwähnt, der an die Stadt Dubrovnik gerichtet war.
Der Legende nach wurde Jagodna nach einer serbischen Wirtin namens Jagoda genannt, deren Name sich vom serbischen Wort jagoda ableitet, was Erdbeere oder auch Beere bedeutet. Andere Quellen leiten den Namen direkt von jagoda ab. Später entwickelte sich daraus der heutige Name.
Nach Ende des Zweiten Weltkriegs erlebte die Stadt am 22. September 1946 eine Namensänderung durch die Behörden des sozialistischen Jugoslawien und wurde nach Svetozar Marković in Svetozarevo – das in „Stadt von Svetozar“ übersetzt werden kann – umbenannt, einem der wichtigsten Intellektuellen der serbischen Geistesgeschichte des späten 19. Jahrhunderts. Nach dem Zusammenbruch Jugoslawiens ab 1991, entschieden 1992 die Bürger der Stadt in einem Referendum zugunsten der Rückbenennung in Jagodina. Seitdem trägt die Stadt ihren aktuellen Namen.

## Geografische Lage
Jagodina hat die geografische Lage: 43° 58′ 53″ nördlicher Breite, 21° 14′ 44″ östlicher Länge. Sie hat eine Fläche von 470 Quadratkilometer und liegt 116 Meter über die Adria im zentralen Teil des serbischen Kernlands. Die Stadt liegt an der Belica am Fuße des Đurđevo-Hügels in der Region Šumadija im Zentrum des Pomoravlje-Bezirks. Jagodina befindet sich 136 Kilometer südlich der Hauptstadt Belgrad, 42 km östlich von Kragujevac und 100 Kilometer nördlich von Niš im Tal der Morava, die durch die Stadt fließt, ebenso wie die Lugomir. Östlich vom Morava-Tal befinden sich die Gebirge Juhor (755 m) und Crni vrh (708 m).
Die Region um Jagodina ist überwiegend gebirgig, gilt jedoch durch das Nebeneinander von Gebirgen, Hochebenen, Beckenlandschaften und Flussebenen als ein topographisch vielfältiges und abwechslungsreiches Gebiet.
Die Gemeinde Jagodina grenzt insgesamt an sieben Gemeinden. Im Norden an die von Svilajnac sowie nordöstlich an Despotovac und nordwestlich an Batočina. Im Süden an Paraćin und südöstlich an Ćuprija, westlich an Kragujevac sowie südwestlich an die von Rekovac.

## Klima
Jagodina liegt in der gemäßigten Klimazone. Das Klima ist stark kontinental mit kalten Wintern und heißen Sommern. Die Jahresmitteltemperatur beträgt 11,5 °C. Der kälteste Monat ist der Januar mit durchschnittlich 0,8 °C, der wärmste der Juli mit 22,2 °C. Die jährliche Niederschlagsmenge beträgt rund 619 mm. Das Maximum wird im Juni mit 83 mm erreicht, das Minimum im Februar mit 35 mm.

## Geschichte

### Vorgeschichte und Antike
Bereits in der Jungsteinzeit war die Region besiedelt. Hierbei spielte insbesondere die Vinča-Kultur, in deren Zentrum Jagodina liegt und eines der ältesten bekannten Schriftsysteme hervorbrachte, die Vinča-Schrift, eine wichtige Rolle. Funde prähistorischer Figuren in den späten 1990er-Jahren am Ortsrand von Belica nahe der Stadt zeigten, dass auch das Gemeindegebiet bereits 5700 v. Chr. bewohnt war. Eine Ausgrabung serbischer Archäologen 2002 förderte den bislang umfangreichsten Schatzfund Europas aus dem Frühneolithikum zutage. Der Hortfund von Belica soll um die 7700 Jahre alt sein und besteht aus etwa 80 Einzelgegenständen, die aus unterschiedlichen Rohmaterialien gefertigt wurden. Viele dieser Stücke stellten die Forscher vor ein Rätsel; so begann im Rahmen eines Gemeinschaftsprojektes eine Untersuchung durch das Institut für Ur- und Frühgeschichte der Universität Tübingen und dem Archäologischen Institut der Universität Belgrad. Bei einer Begehung 2012 wurden über die Fundstreuung zusätzlich Reste einer frühneolithischen Siedlung festgestellt.
Die ältesten in der Geschichte erwähnten Bewohner der Region waren die Triballer, die nahe dem heutigen Dorf Novo Lanište eine Siedlung gründeten und später auch mit den Serben in Verbindung gebracht werden. In Herodots Historien ist eine Ebene nach ihnen benannt, die „Triballische Ebene“, die teilweise als Moravatal identifiziert wurde. Ihnen folgten die Skordisker, die auf einem nahe gelegenen Gipfel des Juhor-Gebirges eine Festung gründeten. Die Römer eroberten Jagodina im Jahr 74 v. Chr. und errichteten später eine Festung am Djurdjevo-Hügel. Zur Zeit des Römischen Reiches gehörte das Gebiet zur Provinz Moesia. Seit der Teilung des Reiches 395 gehörte es zum byzantinischen Reich. Seit dem 6. Jahrhundert siedelten sich Serben auf dem Gebiet an.

### Vom Mittelalter bis Ende des 19. Jahrhunderts
Ab dem 6. Jahrhundert schlossen sich in Südosteuropa serbische Stammesführer zusammen und bildeten Fürstentümer, die später unter der Oberhoheit von Byzanz standen, jedoch weitgehend selbständig blieben und von denen Raszien das bedeutendste war. Die Stadt Jagodina befand sich im äußersten Osten dieses Fürstentums. Der oberste Mann war dort der so genannte Großžupan, der von den anderen Županen als Anführer anerkannt wurde. Ab 830 erreichte Raszien unter Großžupan Vlastimir (829–860) größtenteils seine Unabhängigkeit, die unter seiner Führung eine erste Blüte erlebte.
Im Jahr 1183 befreite der Großžupan Stefan Nemanja (1167–1196) die Region um Jagodina vollständig von der byzantinischen Herrschaft und schloss es mit weiteren serbischen Herrschaftsgebieten zu einem Königreich zusammen. Danach entwickelte sich das Serbische Reich unter der Nemanjić-Dynastie zu einem bedeutenden Reich, das fast ganz Südosteuropa umfasste. Vor allem unter Zar Dušan (1331–1355), dem ersten serbischen Zaren und mächtigsten aller serbischen Herrscher, erreichte es als Großserbisches Reich seinen Höhepunkt. Dušan selbst wurde zum mächtigsten König in Südosteuropa.
Mit seinem neuen Titel als Herrscher von Ostrom erhob Dušan offen Anspruch auf den Thron von Byzanz. Er geriet damit in Konflikt mit dem byzantinischen Kaiser Johannes VI. Kantakuzenos. Von allen Seiten unter Druck gesetzt, rief Kantakuzenos die Osmanen zu Hilfe und bildete mit ihnen gefährliche Allianzen, da er sich den Feind so selbst ins Haus holte. Damit waren die Weichen für das Eindringen der Osmanen in Südosteuropa gestellt und damit nicht nur den Niedergang von Byzanz, sondern auch den des Großserbischen Reiches, in dem Jagodina einer der letzten Verteidigungsposten bleiben sollte.
Dušans Sohn und Nachfolger Stefan Uroš V. (1355–1371) konnte das Reich nicht zusammenhalten. Die Feudalherren wurden immer unabhängiger, teils mit Hilfe und Einfluss äußerer Rivalen Serbiens, während andere Uroš zwar nominell anerkannten, sich aber auf ihren Gebieten wie souveräne Herrscher gebärdeten. So hatte das Reich Anfang der 1360er Jahre große Gebiete verloren, so dass es nur mehr Zentralserbien inklusive Jagodina in seiner Hand hatte. Nach dem Erlöschen der Nemanjiden und dem Zerfall des serbischen Kaiserreiches ging 1371 Lazar Hrebeljanović (1371–1389) als mächtigster Feudalherr Serbiens hervor. Die Hauptstadt seines Fürstentums war das 45 Kilometer südlich von Jagodina liegende Kruševac.
Schließlich drängten am Ende des 14. Jahrhunderts die Osmanen mehrmals auch gegen Serbien vor, das sich einer militärischen Besatzung hartnäckig widersetzte und die ersten Schlachten unter Lazar hauptsächlich für sich entscheiden konnte. 1389 kam es zur Schlacht auf dem Amselfeld, in der das letzte verbliebene christliche Reich Südosteuropas unterworfen werden sollte und somit das letzte Hindernis zur Übernahme des Byzantinischen Reiches durch die Osmanen beseitigt gewesen wäre. Die Amselfeldschlacht endete ohne eindeutigen Sieger, die Anführer beider Streitmächte fielen, darunter Lazar.
Im Ergebnis aber war der Widerstand der serbischen Fürsten gegen einen militärischen bzw. zahlenmäßig überlegenen Gegner derart geschwächt, dass das serbische Heer und seine Verbündeten die Oberhoheit der Osmanen anerkennen mussten, wodurch das serbische Restfürstentum tributpflichtig wurde, wenngleich Lazars Sohn Stefan Lazarević und allen voran Vuk Branković und seinen Nachfahren sich auch nach der Schlacht noch lange widersetzte. So fand am 8. Juli 1411 in Jagodina die vom Lazarević angeführte serbische Reichsversammlung statt, die der weiteren Verteidigung der serbischen Länder gegen die vom Süden anrückenden osmanischen Truppen diente.
Anfangs erfolgreich aufgrund des erbitterten serbischen Widerstandes, wo sogar Teile Serbiens wieder befreit werden konnten, vor allem zwischen 1427 und 1459 unter der Herrschaft von Đurađ Branković, fiel Jagodina schließlich im 15. Jahrhundert in osmanische Herrschaft. Die Region wurde ab 1459 fortan von serbischen Vasallen regierte, die für die nächsten 350 Jahre unter der Obhut des Osmanischen Reiches standen, bis zur Befreiung des serbischen Kernlandes 1804, aufgrund der Folgen mehrerer serbischer Aufstände gegen die Besatzer. So wurde in einer serbischen Deklaration von 1737 der Befreiungskrieg gegen die osmanische Okkupation in Jagodina ausgerufen.
Während des Ersten Serbischen Aufstandes (1804) wurde Jagodina durch Karađorđe, Anführer des Aufstandes und Begründer der Karađorđević-Dynastie, und sein Heer befreit. Dieser Aufstand wurde jedoch 1813 von den Osmanen niedergeschlagen. 1815 brach der Zweite Serbische Aufstand unter der Führung von Miloš Obrenović aus, der die Obrenović-Dynastie begründete. Der Aufstand führte schließlich zur begrenzten Unabhängigkeit und zur Entstehung des Fürstentums Serbien. 1833 wurden die Autonomierechte des Fürstentums präzisiert. Somit war Serbien de facto unabhängig, was zum wirtschaftlichen Aufschwung Jagodinas führte. Ab 1833 bis zum Ende des Jahrhunderts wurden zahlreiche Unternehmen gegründet, darunter eine Glasfabrik, eine Apotheke und eine Bank, aber auch Einrichtungen wie ein Krankenhaus und ein Bahnhof erbaut. Mit dem Berliner Kongress 1878 erlangte das Fürstentum seine volle Unabhängigkeit, indem es international anerkannt wurde. 1882 wurde es in das Königreich Serbien umgewandelt.

### Ab dem 20. Jahrhundert

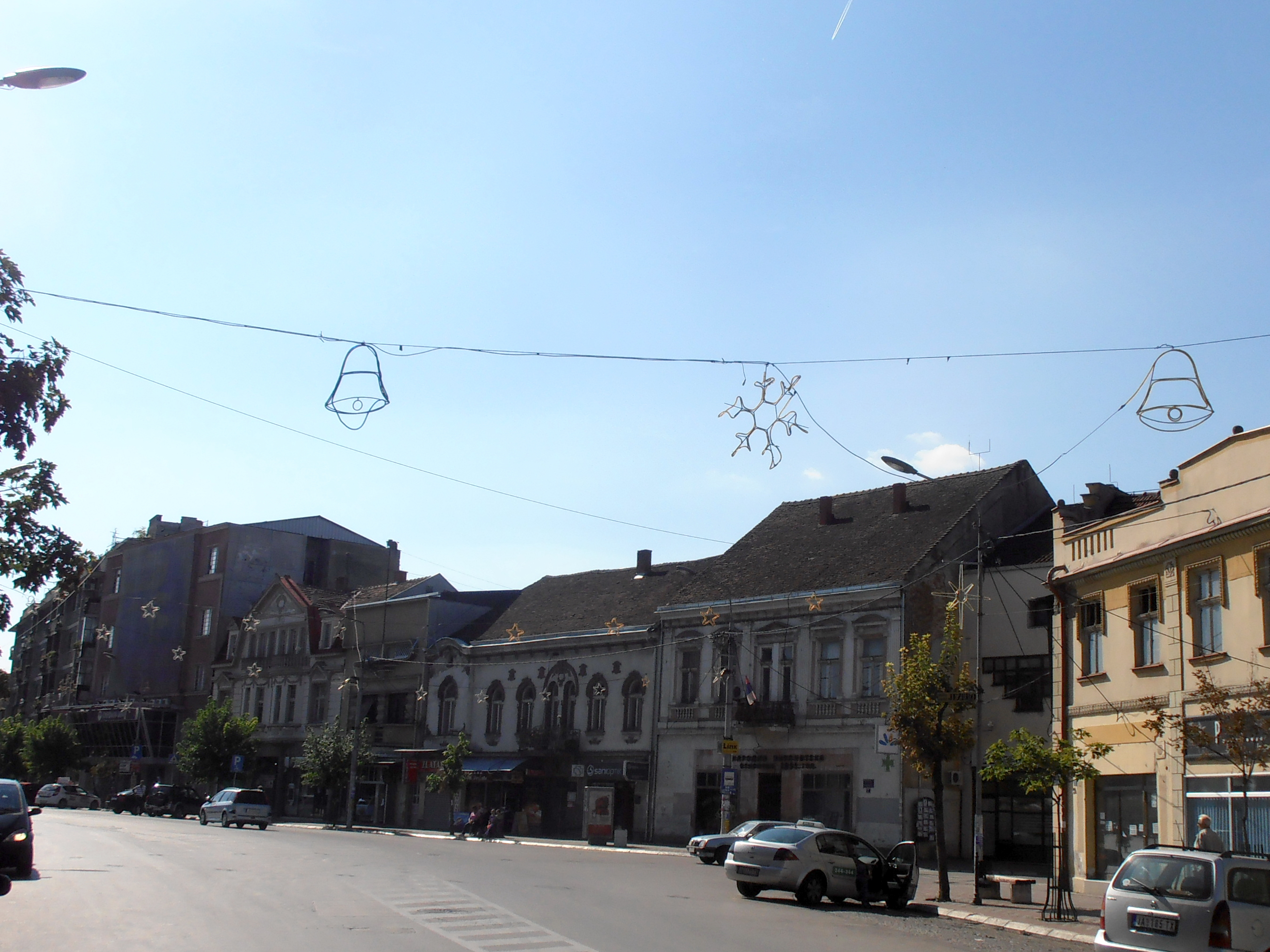
Häuser im Stadtzentrum

Jagodinas wirtschaftliche Entwicklung setzte sich auch im neuen Jahrhundert fort. So war die Stadt zu Beginn des 20. Jahrhunderts im Besitz zahlreicher Industrieunternehmen sowie Handwerks- und Handelsgeschäfte. Nach dem Ersten Weltkrieg vereinigte sich das Königreich Serbien 1918 mit anderen südslawischen Gebieten zum Königreich der Serben, Kroaten und Slowenen, dem späteren Königreich Jugoslawien.
Während des Zweiten Weltkrieges wurde das Königreich Jugoslawien im April 1941 vom Deutschen Reich und dem Königreich Italien aufgelöst. Serbien wurde als Vasallenstaat von der Wehrmacht militärisch besetzt, so auch Jagodina. Nach über drei Jahren Besatzung wurde die Stadt am 17. Oktober 1944 von der Roten Armee und anschließend von der nachrückenden Jugoslawischen Volksbefreiungsarmee eingenommen. Ab 1945 gehörte Jagodina zum sozialistischen zweiten Jugoslawien.

## Bevölkerung
Laut dem Ergebnis der letzten Volkszählung aus dem Jahr 2011 hatte die Stadt Jagodina 36.092 Einwohner, während die Gemeinde 71.195 Einwohner aufwies. Die Bevölkerung wuchs somit seit der letzten Volkszählung im Jahr 2002 um 301 Einwohner. In der Stadt selbst leben 50,70 % der Gesamtbevölkerung, während 49,30 % in den umliegenden Siedlungen wohnen.

## Wirtschaft
Seit 2004 erlebt Jagodina einen wirtschaftlichen und infrastrukturellen Aufschwung. Auf dem Gebiet der Stadt wurden vor allem Wohn- und Gewerbeflächen gebaut. Zu den bekanntesten Unternehmen, die hier ihren Ursprung haben, gehören die Kabelfabrik FKJ, die Brauerei Jagodina und das Fleischwerk Juhor. Jagodina hat auch ein Gewerbegebiet mit einer Fläche von 150 Hektar, auf dem sich Unternehmen von teils internationalem Ruf niedergelassen haben. Die Stadt schloss in den letzten Jahren, unterstützt durch Subventionen der Serbischen Regierung, bereits Verträge über Investitionen im Wert von 120 Millionen Euro mit fünf italienischen und einem russischen Unternehmen. Des Weiteren ist auch ein österreichischer Konzern in Jagodina tätig. So ist Jagodina heute eine der wichtigsten Industriestädte in Zentralserbien.
Seit 2007 ist ein österreichisches Konsortium, bestehend aus dem Unternehmen Porr Umwelttechnik, eine Tochtergesellschaft des Baukonzerns Porr, und der Entsorgungsfirma Werner & Weber, an der städtischen Abfallwirtschaft über die Tochtergesellschaft Porr-Werner & Weber-Srbija beteiligt. 2010 wurde in 10 Kilometer Entfernung ein Recyclingzentrum und die Deponie Gigoš fertiggestellt. Das Konsortium beteiligte sich dabei mit 8 Millionen Euro. Die Recyclinganlage startete mit einer Kapazität von 250 Tonnen Müll täglich. Die Deponie, gebaut im Einklang mit den höchsten europäischen Umweltschutznormen, erstreckt sich auf einer Fläche von 15,5 Hektar.
Anfang 2013 wurde in Jagodina das Unternehmen Confezioni Andrea Serbia errichtet, die Tochtergesellschaft der in Bari ansässigen Confezioni Andrea Group, dem europäischen Marktführer im Bereich der Autoabdeckungen, der unter anderem Ferrari, Porsche und Mercedes-Benz beliefert. Das aus Wolgograd stammende Unternehmen North Karton begann im Juni 2013 mit dem Bau einer Produktionsstätte für Wellenpappe und Kartonverpackungen, das eine Fläche von 15.000 Quadratmeter einnehmen wird. Einen Monat später gab das Unternehmen Dalla Valentina bekannt, eine Molkerei in Jagodina zu bauen. Das aus Verona stammende Unternehmen, das eines der größten Käsefabriken in Italien betreibt, erzeugt unter anderem die bekannte Käsesorte Monte Veronese.
Ein weiteres Unternehmen, das in der Stadt ein Werk besitzen wird, ist das in der Verpackungs- und Markierungsindustrie weltweit führende Unternehmen Vibac; der Bau des Werkes hat Ende 2013 begonnen. Es wird die größte außerhalb Italiens liegende Tochtergesellschaft des Unternehmens sein. Ebenfalls Ende 2013 legte die Stadt auch den Grundstein für das Einkaufszentrum Vivo Shopping-Park, das auf einem Standort nahe dem touristischen Komplex Đurđevo brdo gebaut wird. Das künftige Einkaufszentrum wird sich auf einer Fläche von 25.000 Quadratmeter erstrecken.
Anfang 2014 begannen zwei weitere Unternehmen ihre Produktion in Jagodina. Mobil Turi aus Modugno, einer der führenden Hersteller von Küchenmöbeln in Italien, nahm in einer Fabrikhalle die Produktion auf, in der 200 Küchen täglich hergestellt werden sollen. Parallel wird ein eigener Produktionsstandort in der Gewerbezone der Stadt auf eine Fläche von 40.000 Quadratmeter errichtet, das sich in der Nähe des Verkehrskorridor 10 befinden wird und dessen erstes Tochterunternehmen in Osteuropa sein wird. Dort sollten 700 Küchen täglich erzeugt werden. Das zweite Unternehmen ist der Autositzhersteller Aunde aus Poirino, weltweit führender Hersteller von Polstern und Textilien für den Autoinnenraum, der zahlreiche Autohersteller beliefert. Für die Zukunft kündigten weitere ausländische Unternehmen an, dort sesshaft zu werden. Neben der Industrie wird auch der Tourismus ein zunehmend wichtiger Wirtschaftsfaktor in der Stadt.

## Sport
Die Stadt besitzt eine 2600 Zuschauern Platz bietende Sporthalle und einen Tenniskomplex.
Der bekannteste Sportverein der Stadt ist der Fußballklub FK Jagodina, der seine Heimspiele im 15.000 Zuschauer fassenden Gradski stadion Jagodina austrägt. Die Saison 2012/13 schloss der Verein als Tabellenvierter ab und qualifizierte sich für die Europa League 2011/12. Im Spieljahr 2012/13 wiederholte der Verein den Erfolg und nahm an der Europa League 2012/13 teil. Zudem gewann der Fußballklub nach einem 1:0 im Finale gegen Vojvodina Nov Sad den serbischen Pokal 2013.
Der Basketballverein KK Jagodina spielt nach der Saison 2012/13 wieder in der 2. Basketballliga, nachdem er für ein Jahr in die 1. Basketballliga aufgestiegen war.
Der Damen-Handballverein ŽORK Jagodina spielt in der höchsten Spielklasse Serbiens, der Super Liga.

## Freizeit und Tourismus
Am Fuße des Đurđevo-Hügels wurden in den letzten Jahren mehrere Sport- und touristische Objekte errichtet.
Neben den dichten, bewanderbaren Wäldern, die kennzeichnend für die Region sind, befinden sich um die Stadt herum auch die Klöster Jošanica, Ravanica, Kalenić und Manasija, bedeutende Denkmäler der serbischen mittelalterlichen Kultur, während die bedeutendsten Objekte aus der älteren Geschichte im Heimatmuseum aufbewahrt werden. Die Stadt ist aber weitaus bekannter für das Wachsfigurenkabinett Jagodina, das erste in Süd- und Osteuropa, sowie das sechste in Europa überhaupt. Dort sind Persönlichkeiten zu sehen, welche die serbische Geschichte, Kultur, Wissenschaft, den Sport und die Politik gekennzeichnet haben.
Auch kann man dort Persönlichkeiten aus dem Mittelalter sehen, wie den Sava von Serbien oder Zar Dušan, bis hin zu bekannten Schriftstellern wie dem Nobelpreisträger Ivo Andrić und der Dichterin Desanka Maksimović, aber auch Sportgrößen wie die Basketballer Vlade Divac und Aleksandar Đorđević, oder gar den 2011 verstorbenen serbischen Patriarchen Pavle. Im Wachsfigurenkabinett sind auch Originalkostüme, Waffen, Kopien seltener Bücher, Klostermodelle und Kriegsfahnen ausgestellt – alles, was die Zeit kennzeichnet, in der die Größen gelebt hatten.
Ebenfalls bekannt ist die Stadt für ihren Aquapark, den einzigen in Serbien, der sieben Schwimmbecken hat, davon ein olympisches. Das Wasserrutschen-System hat eine Länge von insgesamt 600 Metern und ist das größte in Südosteuropa. Zusätzlich gibt es Plätze für Hallenfußball, Basketball, Handball und Volleyball sowie einen Skateboard-Parcours und Tische für Tischtennis. Jagodina ist auch im Besitz eines Zoos, dem Zoo Park Jagodina, in welchem rund 350 Tiere auf einer Fläche von 2,5 Hektar leben. Der Zoo erfüllt alle internationalen Standards und soll einer der schönsten auf dem Balkan sein. Eine weitere beliebte Freizeitanlage ist der Picknickplatz Potok mit einer Sommerbühne für 1200 Zuschauer.

### Ausstellungen und Veranstaltungen
Im April 2014 fand in Jagodina die „9. Internationale Hundeausstellung mit CACIB der FCI“ statt. Sie wurde durch den 1964 gegründeten „Krynologischen Verein Jagodina“ zum 50-jährigen Jubiläum des Bestehens organisiert, dass unter der Leitung der Fédération Cynologique Internationale (FCI) durchgeführt wurde. Bei dieser Hundeausstellung wird das Certificat d’Aptitude au Championnat International de Beauté (CACIB) an Rassenhunde vergeben. Dabei wurden 93 Rassen aus 15 Ländern Europas ausgezeichnet.

### Zukünftige Entwicklung
Ende 2013 entdeckte ein Expertenteam des in Šabac ansässigen Unternehmens Hidrooprema, nachdem es eine Bohrgenehmigung des serbischen Ministeriums für Naturressourcen und Raumplanung erhalten hatte, eine Thermalquelle in Jagodina und bestätigte dadurch Pläne zum Bau der Kuranstalt Jagodinska banja und die Entwicklung des Gesundheitstourismus der Stadt. Die Thermalquelle mit einer Temperatur von 37 Grad Celsius am Austrittsort wurde in einer Tiefe von 400 Metern entdeckt.

## Sehenswürdigkeiten

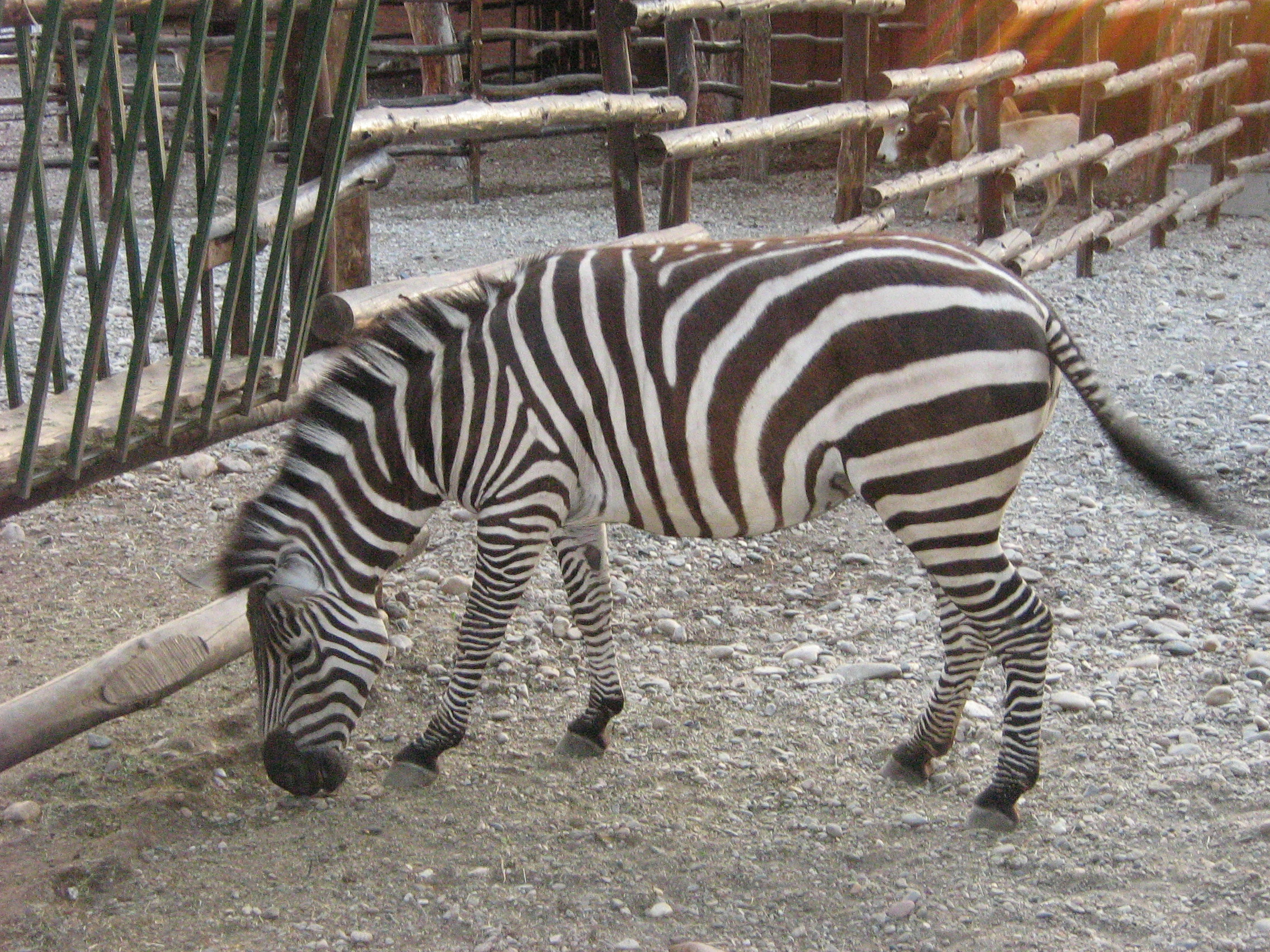
Zebra im Zoo von Jagodina

- Aquapark Jagodina, 2007 erbaut und einer der modernsten in Südosteuropa
- Botanischer Garten der Fakultät für Lehramt mit 240 Pflanzenarten, davon 30, die ausschließlich in der Region vorkommen
- Archäologiemuseum Jagodina
- Schlittschuhlaufbahn, 2013 eröffnet mit einer Fläche von 520 Quadratmeter
- Holzkirche Hl. Sava (Kolare)
- Kirche des Erzengels Michael
- Kloster Kalenić
- Kloster Ravanica
- Kunstmuseum Jagodina mit über 2500 Bildern, Skulpturen und Zeichnungen in- und ausländischer Künstler
- Kirche Hl. Apostel Peter und Paul (Jagodina)
- Serbisch-orthodoxes Kloster Jošanica der Morava-Schule
- Stadtpark Djurdjevo brdo (Djurdjevo-Hügel)
- Heimatmuseum Jagodina mit über 100.000 Exponate
- Volksbibliothek Jagodina
- Wachsfigurenkabinett Jagodina
- Zoo Park Jagodina

## Verkehr
Die Stadt ist über die E-75 mit dem paneuropäischen Verkehrskorridor X verbunden. Außerdem gibt es zahlreiche Buslinien und einen Bahnhof.
Der ÖPNV der Stadt ist seit Februar 2019 für Einwohner kostenfrei.
Die Stadt Jagodina war in Besitz eines Flughafens, der jedoch 1952 geschlossen wurde. 2011 wurde der Flugplatz renoviert, lizenziert und wiedereröffnet und wird seitdem hauptsächlich von dem Flugverein Aero Klub Jagodina genutzt. Der Platz erhielt eine beleuchtete Piste für Flugzeuge bis zu 5,7 Tonnen mit einer Länge von 660 Metern und 60 Meter Breite, die den Beginn eines zukünftigen Flughafens darstellen sollte, sowie Abstellflächen, einen Hangar und Edelstahltank für Kraftstoff sowie Flugbetriebsgebäude.

## Städtepartnerschaften
- Kozarska Dubica, Bosnien und Herzegowina
- Korinth, Griechenland
- Chrysoupoli, Griechenland
- Verona, Italien
- Delčevo, Nordmazedonien

## Persönlichkeiten

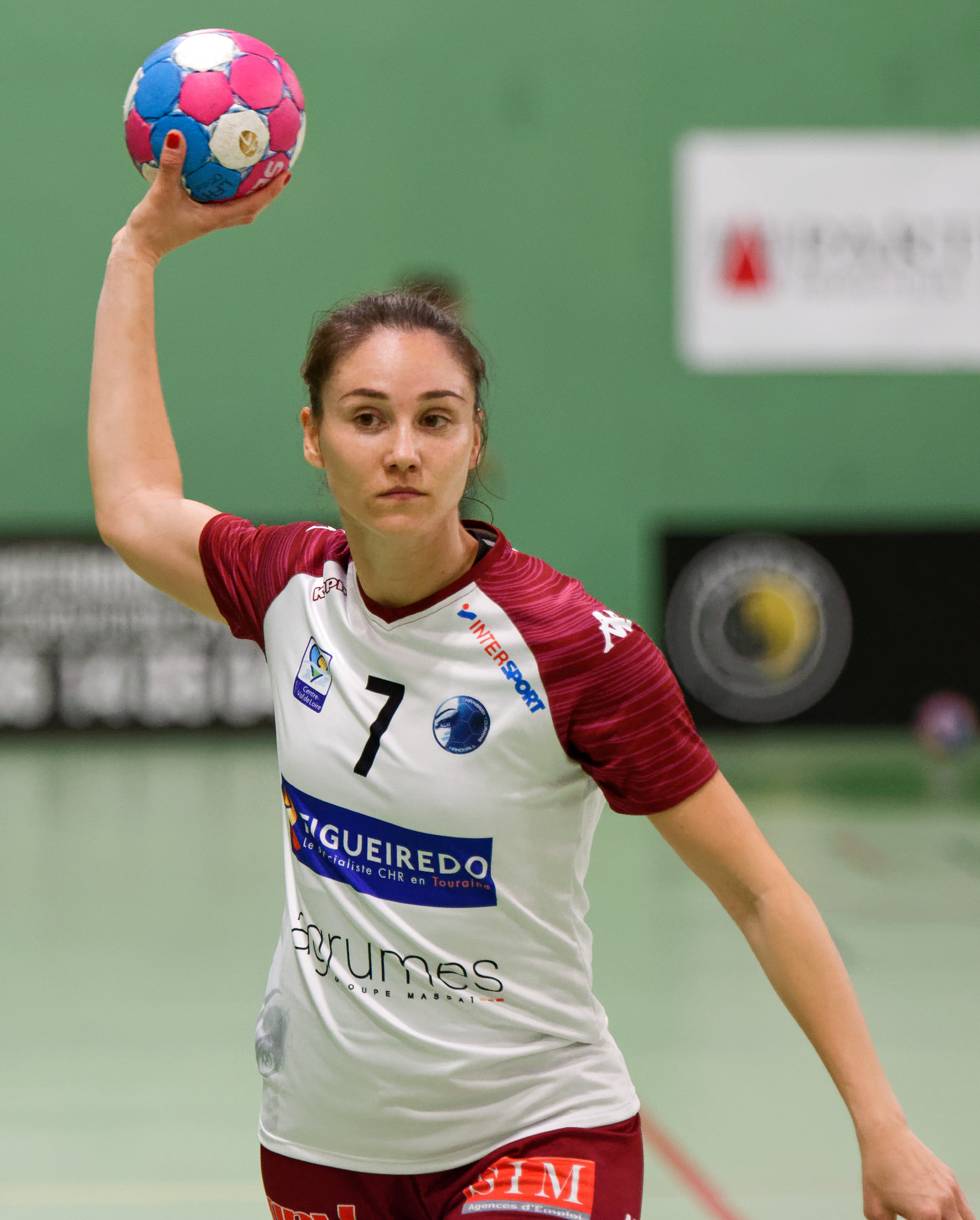
Kann hinsichtlich Bekanntheit nicht mit Ana Nikolić mithalten, dafür aber geschickter mit einem Handball umgehen: Dijana Radojević

- Koča Anđelković (1755–1788), Freischärlerführer, Hauptmann und Freiheitskämpfer
- Momčilo Ninčić (1876–1949), Außenminister und Wirtschaftswissenschaftler
- Borisav Milojkovic Borra (1921–1998), Magier und Showtaschendieb
- Ana Nikolić (* 1978), Popstar
- Milan Nikolić (* 1979), Musiker
- Aleksandar Stojanović (* 1983) serbischer Handballnationalspieler
- Dijana Radojević (* 1990), Handballnationalspielerin
- Stefana Veljković (* 1990), Volleyballnationalspielerin
- Bogdan Radosavljević (* 1993), deutscher Basketballspieler